# Robert Uhlir
Robert Uhlir (* 4. Mai 1900 in Wien; † 4. September 1982 in Santa Eulalia, Spanien) war österreichischer Politiker (SPÖ) und  Direktor der Pensionsversicherungsanstalt der Arbeiter. Er war von 1945 bis 1966 Abgeordneter zum Nationalrat.

## Leben
Uhlir besuchte nach der Volksschule Bürgerschule und Handelsschule und erlernte den Beruf des kaufmännischen Angestellten. Er arbeitete in der Wiener Gebietskrankenkasse und stieg dort in Führungspositionen auf. Von 1949 bis 1964 amtierte er, von seiner Partei vorgeschlagen, als Direktor der Pensionsversicherungsanstalt der Arbeiter.
Auf Grund seines führenden Engagements bei den Revolutionären Sozialisten und seiner Tätigkeit für die Sozialistische Arbeiterhilfe wurde Uhlir 1939 von der Gestapo verhaftet und im November 1940 wegen seiner Tätigkeit für die Sozialistische Arbeiterhilfe zu einem Jahr und drei Monaten Zuchthaus verurteilt. Insgesamt war er mehr als vier Jahre in Gefängnissen und Konzentrationslagern inhaftiert.

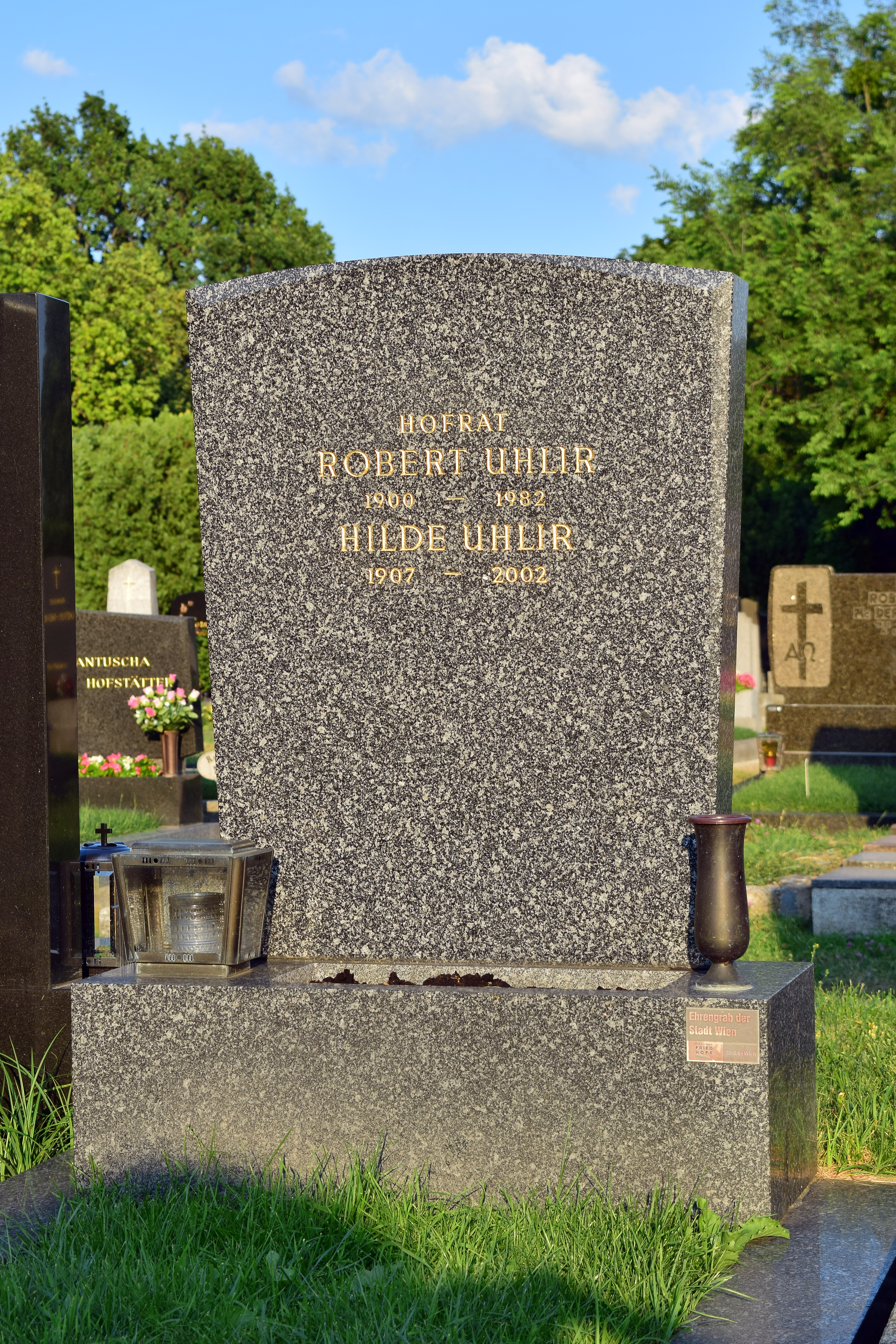
Ehrengrab von Robert Uhlir am Wiener Zentralfriedhof

Uhlir wurde am 22. September 1982 auf dem Wiener Zentralfriedhof in Gruppe 15 D, Reihe 4, Nr. 18, in einem ehrenhalber von der Stadtverwaltung betreuten Grab bestattet. Im gleichen Grab wurde auch seine Gattin Hilde(gard Maria) Uhlir (1907–2002) beerdigt.

## Politik
Mit der Nationalratswahl in Österreich 1945 und der Bildung einer Großen Koalition vertrat Uhlir die SPÖ vom 19. Dezember 1945 an, von 1949 bis 1962 fünf Mal wiedergewählt, bis zum 30. März 1966 (dann ging die SPÖ in Opposition) im Parlament und war Geschäftsführender Obmann des Klubs der Sozialistischen Abgeordneten und Bundesräte.
In seiner Partei war er zudem von 1948 bis 1970  Bezirksobmann der SPÖ Leopoldstadt (2. Bezirk; in dieser Funktion folgte ihm Edgar Schranz, ebenfalls Sozialversicherungsbeamter, nach); von 1956 bis 1970 war er als Obmann einer wichtigen Bezirksorganisation der Partei auch Mitglied des Wiener SPÖ-Vorstands.
Nach seinem Rückzug aus dem Nationalrat wurde er, von  1966 bis 1980 gewählt, Vorsitzender des Pensionistenverbands Österreichs. 

## Auszeichnungen
Die 1975 bis 1978 errichtete kommunale Wohnhausanlage Wien 2., Engerthstraße 148–150, zwischen Nordbahnviertel und dem die Donau rechtsufrig begleitenden Handelskai wurde nach Uhlirs Tod Robert-Uhlir-Hof benannt.

## Namensnennung
Uhlirs Familienname stammte aus dem Tschechischen. Er wies ursprünglich einen Apostroph (Hatschek, ř) auf dem r auf. Noch in den 1960er Jahren wurde er daher von älteren Parteifreunden in der Leopoldstadt Genosse Uhlirsch genannt.